# 雷神庙战斗遗址
雷神庙战斗遗址，位于山东省烟台市牟平区宁海镇王贺庄村，是中华人民共和国山东省文物保护单位之一。
遗址本是一座始建于明朝崇祯七年（1634年）的小庙，俗称雷神庙。1938年，中国共产党领导的武装力量与侵华日军在此展开战斗，是为雷神庙战斗。雷神庙战斗被视为胶东抗战的第一枪。1977年12月23日，授予山东省文物保护单位，是一座革命遗址及革命纪念建筑物。